# Say no More
Say No More es el título del octavo álbum de estudio en solitario del músico argentino Charly García, el cual fue lanzado al mercado el 28 de noviembre de 1996. En este trabajo, García emprende un marcado alejamiento de los estilos, líricas y géneros que caracterizaron sus producciones previas.
Este álbum se presenta como una obra conceptual, en la que las letras abordan profundas reflexiones sobre el amor, la pérdida, la identidad personal, el aislamiento emocional, la desesperación y la redención, así como temas más amplios como la soledad y el impacto de los medios de comunicación. Musicalmente, Say No More se inscribe dentro del ámbito del rock experimental, el art rock y el art pop, incorporando además elementos de géneros de la música clásica moderna, tales como el Modern Creative y la indeterminación.
El diseño del álbum incluye un distintivo logotipo que simboliza el título del mismo, compuesto por las letras S, N y M entrelazadas. Este emblema fue posteriormente adoptado tanto por el artista como por sus seguidores, quienes lo lucieron en indumentarias durante conciertos y celebraciones.
Inicialmente, Say No More recibió una recepción variada por parte de la crítica especializada y fue objeto de cierta controversia entre los seguidores de García, quienes cuestionaron el notable distanciamiento del artista respecto a sus trabajos anteriores. No obstante, con el transcurso del tiempo, este álbum ha logrado consolidarse como una obra de culto en la discografía de Charly García. Los críticos han señalado paralelismos con la recepción inicialmente divisiva de Clics Modernos, otro de los álbumes de García, que en su momento suscitó decepción entre algunos aficionados debido a su aparente orientación comercial.

## Antecedentes y grabación
El décimo disco solista de Charly García se basa en el concepto Say No More: grabar un disco directamente, sin un guion claro, ni una lista de temas específica. De este modo, se espera conseguir una mayor frescura a la "formateada" música actual. Solamente caos y psicodelia oscura con toques de música clásica y excelentes pasajes instrumentales evolucionados de su anterior álbum La hija de la lágrima (1994) dan un nuevo sonido. Este disco representa a la perfección lo que la vida del músico era en ese momento: un completo caos. Continúa con el sonido experimental de La hija de la lágrima, pero va más allá: es más triste, más oscuro, más profundo y más caótico. Se ve al músico enredado en una oscuridad que apenas deja asomar algunos colores que le dan un toque de luminosidad y en cada página se sigue ese concepto nebuloso.
La canción Estaba en llamas cuando me acosté es una respuesta a la prensa sensacionalista que se hizo eco de los últimos escándalos del músico. De hecho, en este álbum destaca la constante presencia de la vida privada del artista en las composiciones. Necesito un gol, colaboración con Andrés Calamaro, comienza con unas grabaciones de comunicaciones telefónicas desde Buenos Aires a Madrid, donde se grabó el disco, en las que aparece Migue García, hijo de Charly. El tema Cuchillos fue compuesto como homenaje a Mercedes Sosa, a quien Charly conocía desde los cuatro años debido a que la madre de García era representante de artistas de folclore, siendo Sosa una de ellos. Con el correr de los años ella forjó una gran amistad con Charly, apareciendo en el video de Cuchillos (el único del disco) e incluso regrabando la canción con Charly para el álbum de versiones Alta fidelidad (1997).
Say No More es quizás el trabajo más polémico de García por su sonido oscuro y experimental, y en su momento no fue bien recibido (el diario Clarín lo calificó "regular"). El cambio de sonido, sumado a los escándalos cada vez más frecuentes y notorios en esa época, terminaron de alejar a un sector del público más veterano de Garcia, a la vez que atrajo a una generación más joven. Pese a la mala recepción que tuvo en su momento, con los años fue mejor valorado, y hoy se lo considera un disco de culto y un perfecto retrato del momento personal del músico. En una entrevista García dijo que la frase Say No More fue tomada de la película Help! de The Beatles, y que incluso parte de la película suena en el disco.
"Say No More" también es una canción de Todd Rundgren grabada durante las sesiones para su primer álbum Runt, pero descartada, aunque incluida por error en una pequeña tirada del disco publicada en noviembre de 1970 y posteriormente como tema extra en reediciones en CD del álbum a partir de 2011.García versionaría la canción "Influenza" de Todd Rundgren en su álbum Influencia de 2002.
Say No More dominaría varios aspectos de la carrera de Charly incluso hasta 2010, con el disco Kill Gil, básicamente a través del símbolo que se creó para la oscura y llamativa portada del disco, con las letras S, N y M superpuestas una sobre otra; este símbolo aparecería posteriormente en las portadas de los discos El Aguante (1998), Rock and Roll YO (2003) y Kill Gil.

## Lista de canciones
Todas las canciones escritas y compuestas por Charly García, excepto donde se indica. 
| N.º   | Título                               | Duración |  |
| 1.    | «Estaba en llamas cuando me acosté»  | 7:03     |  |
| 2.    | «Vemos...» (Instrumental)            | 0:33     |  |
| 3.    | «Canciones de jirafas»               | 2:48     |  |
| 4.    | «Necesito un gol» (García, Calamaro) | 5:15     |  |
| 5.    | «Alguien en el mundo piensa en mí»   | 4:27     |  |
| 6.    | «Constant Concept» (Instrumental)    | 4:37     |  |
| 7.    | «Say No More»                        | 4:36     |  |
| 8.    | «Cuchillos»                          | 4:29     |  |
| 9.    | «A1» (Instrumental)                  | 1:42     |  |
| 10.   | «Plan 9» (Instrumental)              | 5:01     |  |
| 11.   | «Casa vacía»                         | 5:13     |  |
| 12.   | «Podrías entender»                   | 6:09     |  |
| 13.   | «Intuición» (García/Ken Lawton)      | 1:40     |  |
| 14.   | «La vanguardia es así»               | 1:59     |  |
| 55:33 |                                      |          |  |

## Ficha Técnica
- Concepto: Carlos Alberto García Lange y Mónica García.
- Concepto de Constant Concept: Miguel García.
- Grabación: Fairlight (Madrid), La Diosa Salvaje (Buenos Aires), Ibiza-Dangerous Sound (New York) y South Beach Studios (Miami)
- Edición: Charly García y Joe Blaney.
- Masterización: Chris Athens en Sony Music Studios (New York).
- Ingenieros: Marcos Sanz, Maximiliano Miglin, Barry Sage, Martita García, Guido Nissenson y Leo Herrera.
- Fotografía de tapa: Andy Cherniavsky.

## Músicos
- María Gabriela Epumer: Guitarras y voz.
- Mario Serra: Batería.
- Erika Di Salvo: Violín.
- Ulises Di Salvo: Violonchelo.
- Gabriel Said: Percusión.
- Rinaldo Rafanelli: Bajo.
- Charly García: Todos los instrumentos.

## Certificaciones y ventas
| Territorio | Organismo certificador | Certificación | Ventas certificadas | Ref.  |
| ---------- | ---------------------- | ------------- | ------------------- | ----- |
| Argentina  | CAPIF                  | Oro           | 50 000              | [ 4 ] |

## Invitados
- Bernardo Baraj: Vientos.
- Quique Berro.
- Edelmiro Molinari: Guitarra.
- Pablo Guadalupe: Batería y percusiones varias en «Necesito un gol», «Plan 9» y «Podrías entender».
- Claudio Gabis: Guitarra.
- Nito Mestre: Voz.
- Juan Bellia: Batería.
- Alejandro Medina: Bajo.
- Alejandro De Raco: en «Alguien en el mundo piensa en Mí» y «A1».
- Migue García.
- Carlos Alberto García López: Guitarra en «Estaba en llamas cuando me acosté», «Constant Concept» y «Plan 9».
- Andrés Calamaro: Voz en «Necesito un gol».
- Graham Hawthorne.
- Tom Fritze.
- Ensamble de Gaitas O Rilley.
- Orquesta Barcelona.